# Nicolas Laspalles
Nicolas Laspalles (Montargis, 27 novembre 1971) è un ex calciatore francese.

## Carriera

### Club
Inizia la carriera professionistica con il Guingamp con il quale conquista una duplice promozione dalla terza divisione alla Ligue 1 dove giocherà per 9 stagioni consecutive vestendo le maglie di Paris Saint-Germain, Nantes e Lens. Poi una breve esperienza nella Serie B italiana con il Lecce prima di fare ritorno in patria ancora nel Guingamp dove chiuderà la sua carriera professionistica prima di passare ai dilettanti del Lannion. Con il Nantes ha conquistato nel 2001 il campionato francese e la supercoppa mentre nel 1999 con il Lens la Coppa di Lega francese.

### Nazionale
Per 2 volte è stato convocato con la rappresentativa dell'Équipe de Bretagne.

## Palmarès

### Club

#### Competizioni nazionali
- Coppa di Lega francese: 1

Lens: 1998-1999
- Campionato francese: 1

Nantes: 2000-2001
- Supercoppa francese: 1

Nanates: 2001